# Glimina Chakor
Glimina Chakor (Hoogezand-Sappemeer, 26 maart 1976) is een Nederlands politica namens GroenLinks. Sinds 6 december 2023 is zij lid van de Tweede Kamer der Staten-Generaal. 
Daarvoor was zij actief in de Groningse gemeentepolitiek: van 2014 tot 2019 als gemeenteraadslid en van 2019 tot 2022 als wethouder. Bij de Tweede Kamerverkiezingen van 22 november 2023 stond zij op plaats 23 van de GroenLinks-PvdA-kandidatenlijst.

## Privé
Zij is getrouwd en heeft drie kinderen.
Laura Bromet · Julian Bushoff · Glimina Chakor · Geert Gabriëls · Marleen Haage · Daniëlle Hirsch · Habtamu de Hoop · Barbara Kathmann · Jesse Klaver · Suzanne Kröger · Esmah Lahlah · Tom van der Lee · Mohammed Mohandis · Songül Mutluer · Jimme Nordkamp · Mariëtte Patijn · Anita Pijpelink · Kati Piri · Elke Slagt · Luc Stultiens · Joris Thijssen · Frans Timmermans · Mikal Tseggai · Lisa Westerveld · Raoul White
- Parlement.com: vm6ehqz3nvyv